# 埃文 (密西西比州)
埃文（英語：Avon）是位於美國密西西比州華盛頓縣的非建制地區。

## 歷史
埃文的郵局自1953年營運至今。

## 地理
埃文所處的海拔為高於海平面35米（即115英呎），而該地所採用的時區為UTC-6，即北美中部時區（CST）。同時該地設有夏令時間，為UTC-6調快一小時，即UTC-5（CDT）。